# Evangelio de Reims

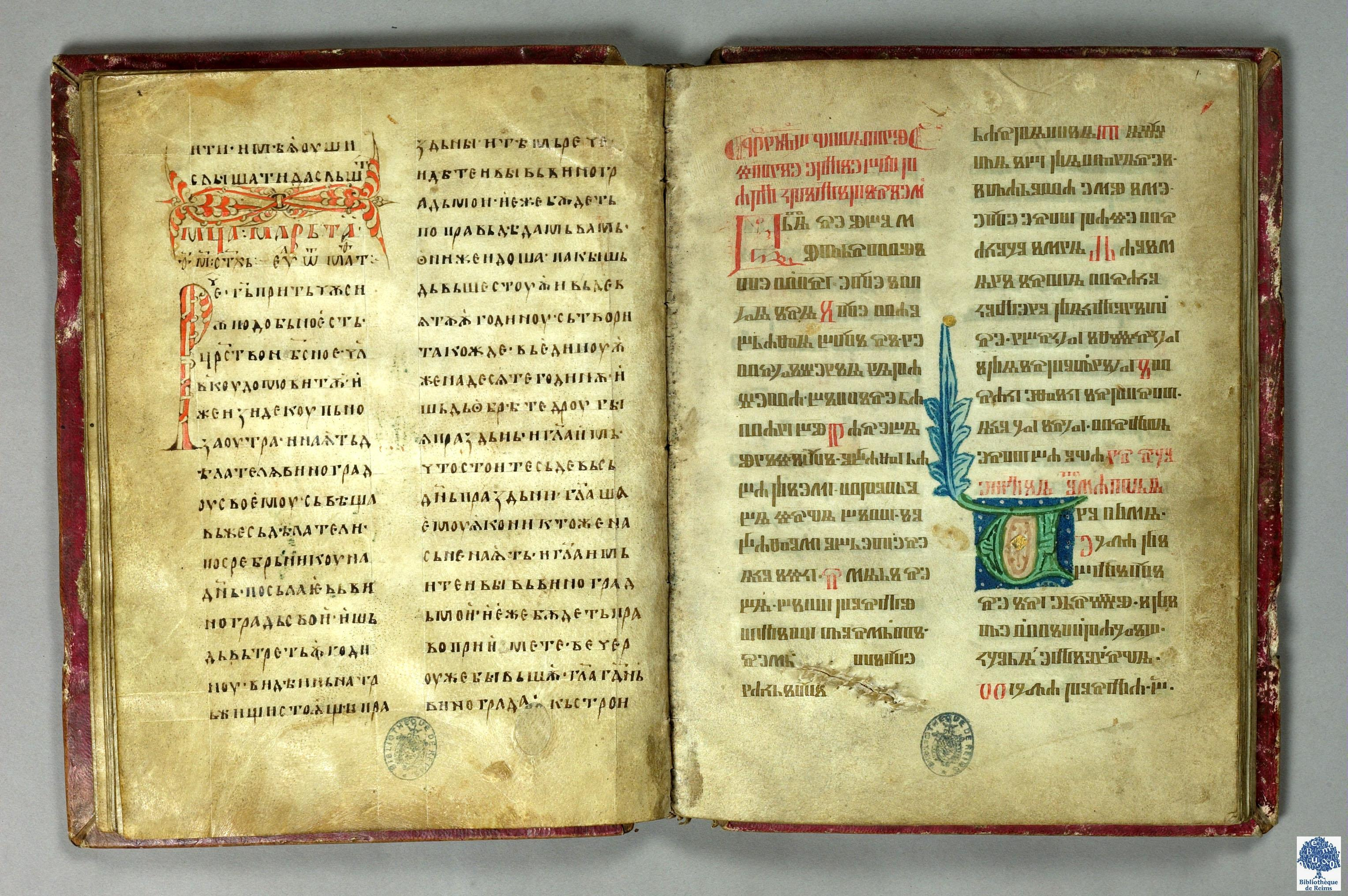
El Evangelio de Reims.

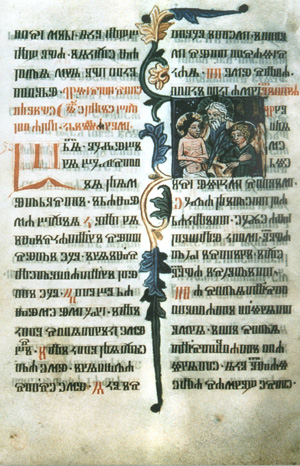
La Trinidad

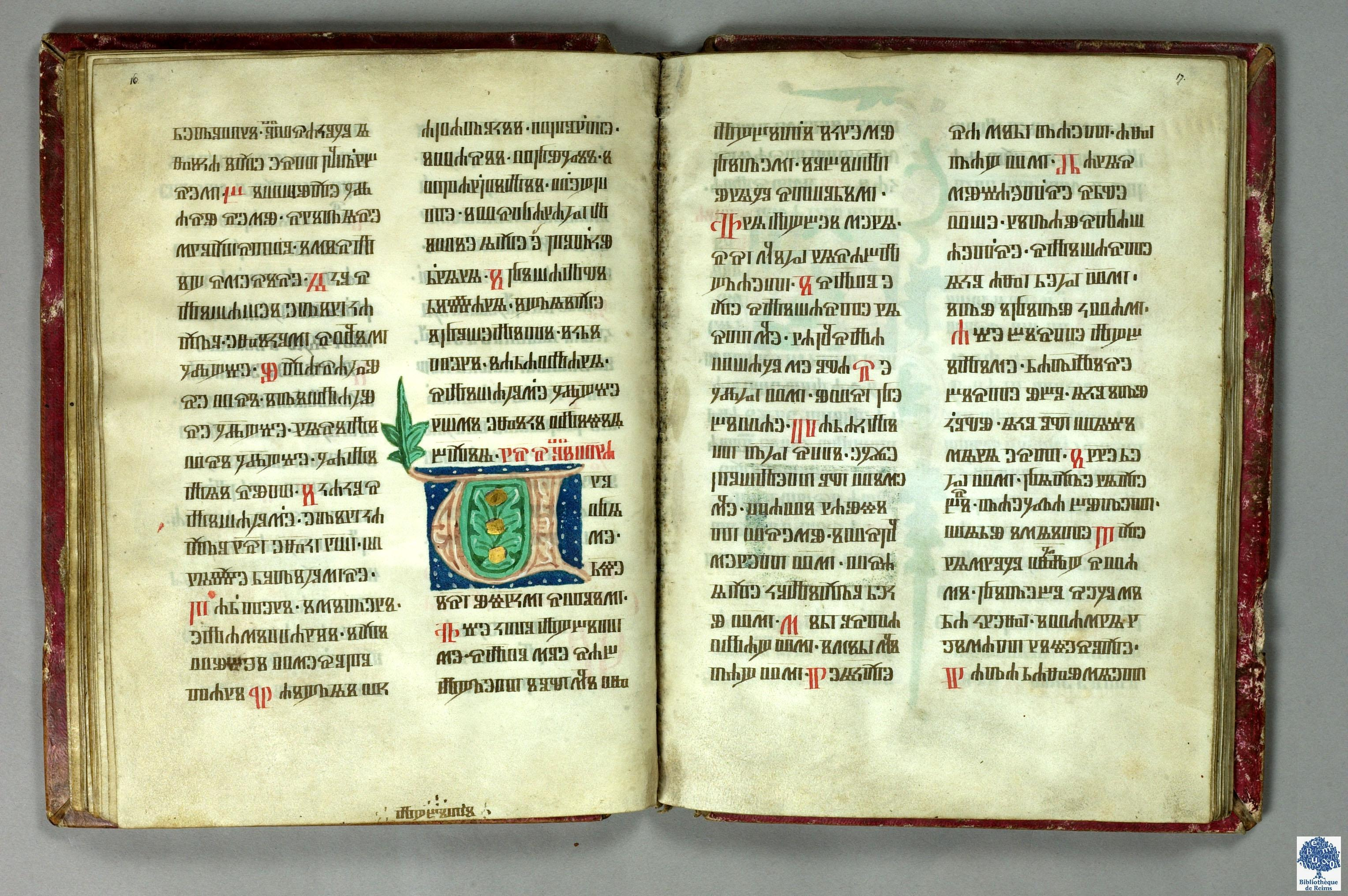
Texto

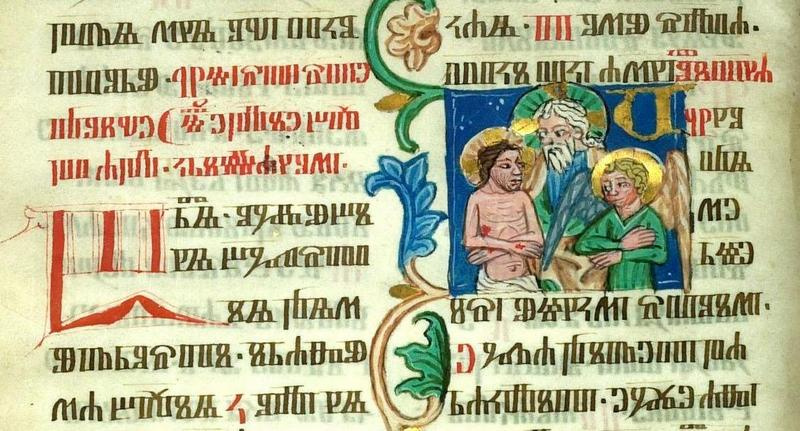
Iluminación

Glagolitico croata (de este evangelario)

El [Libro del] Evangelio de Reims es un evangeliario del siglo XI escrito en eslavo antiguo o búlgaro antiguo, uno de los textos más antiguos que se conocen de la lengua búlgara antigua y que pudo haber sido escrito por san Procopio de Sázava, muerto en 1053. La primera parte del libro está escrita en alfabeto cirílico y la segunda en glagolítico. Ya Pedro I el Grande y Nicolás II, de viaje en Francia, quisieron que se les presentase.
A menudo se le llama «Texto de la Consagración» (en francés: Texte du Sacre) debido a una leyenda que quería ver en él el libro sagrado sobre el que los reyes de Francia, el día de su consagración, habrían prestado su juramento. Esta leyenda es falsa, pero tiene su origen en la pompa extrema con que el cardenal Carlos de Lorena lo ofreció al cabildo de la catedral de Notre-Dame de Reims, después de haberlo revestido con una preciosa encuadernación que contenía reliquias.

## Descripción e historia
El Evangelio de Reims es un manuscrito de pergamino escrito en antiguo eslavo eclesiástico de la Iglesia Ortodoxa Oriental. Consta de dos partes, 32 páginas de las cuales están escritas en cirílico y las 62 restantes, en caracteres glagolíticos.
La primera parte del Evangelio contiene lecturas festivas del Evangelio según el rito ortodoxo, y la segunda parte contiene mensajes apostólicos y festivos según el rito católico y fue escrita en 1395 en caracteres glagolíticos croatas por los monjes del monasterio de Emaús.
El evangelio de Reims se conoce desde hace siglos y supuestamente se habría utilizado en la consagración de los reyes de Francia. Hay muchas leyendas asociadas con este evangelio. El primero en jurar ante el Evangelio de Reims durante su consagración habría sido el rey Enrique III de Francia, durante la época de Iván el Terrible.
El evangelio simboliza el absolutismo, y aparentemente en este contexto, Putin presentó una edición científica del evangelio a Emmanuel Macron el 29 de mayo de 2017. El evangelio también simboliza la imposición del Antiguo Régimen con la matanza de San Bartolomé.
Una de las leyendas relata el evangelio con Kiev y Ana de Kiev, pero se ha demostrado que no es cierto, ya que el evangelio es una copia de las más antiguas cuyas huellas conducen a las llamadas Escuela literaria de Preslav y Escuela literaria de Ohrid desde la época de la cristianización de Bulgaria.[cita requerida]